# Lisa Leslie

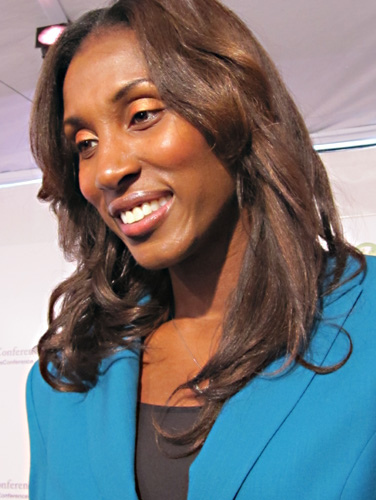
Lisa Leslie w 2010 roku.

Lisa Deshaun Leslie-Lockwood; z domu Leslie (ur. 7 lipca 1972 w Gradenie) – amerykańska koszykarka, reprezentantka kraju, grająca na pozycji środkowej. Po zakończeniu kariery sportowej zaczęła komentować spotkania koszykarskie, pracowała m.in. dla: ABC, NBC, Fox Sports Net.
Czterokrotna mistrzyni olimpijska (1996, 2000, 2004, 2008), mistrzyni świata z 2002, na zakończenie turnieju została wybrana MVP. Karierę zakończyła w 2009.

## Osiągnięcia
Na podstawie, o ile nie zaznaczono inaczej.

### NCAA
- Uczestniczka rozgrywek Elite Eight turnieju NCAA (1994)
- Mistrzyni sezonu regularnego konferencji Pac-12 (1994)
- Zawodniczka Roku NCAA według:
  - United States Basketball Writers Association (Amerykańskiego Stowarzyszenia Dziennikarzy Koszykarskich – 1994)
  - im. Naismitha (1994)[8]
- Debiutantka Roku:
  - NCAA (1991)
  - konferencji Pac-12 (1991)
- Zaliczona do I składu:
  - All-American (1992–1994)
  - Konferencji Pac-12 (1991–1994)

### WNBA
- Mistrzyni WNBA (2001, 2002)
- Wicemistrzyni WNBA (2003)
- MVP:
  - WNBA (2001, 2004, 2006)
  - finałów WNBA (2001, 2002)[9]
  - meczu gwiazd (1999, 2001, 2002)[10]
- Defensywna Zawodniczka Roku WNBA (2004, 2008)[11]
- Laureatka WNBA Peak Performers Award (2004 w kategorii zbiórek)
- Uczestniczka meczu gwiazd WNBA (1999–2003, 2005, 2006, 2009)
- Liderka WNBA w: 
  - zbiórkach (1997, 1998, 2004)[12]
  - blokach (2004, 2008)
- Zaliczona do:
  - I składu:
    - WNBA (1997, 2000–2004, 2006, 2008)
    - defensywnego WNBA (2006, 2008)

  - II składu:
    - WNBA (1998, 1999, 2005, 2009)
    - defensywnego WNBA (2005, 2009)

  - składu:
    - WNBA All-Decade Team (2006)
    - Women's National Basketball Association's Top 15 Team
    - WNBA Top 20@20 (2016 – 20. najlepszych zawodniczek w historii WNBA)
    - WNBA 25th Anniversary Team (2021)[13]

### Inne
Drużynowe
- Mistrzyni Eurocup (2006)

Indywidualne
- Zwyciężczyni konkursu NBA Shooting Stars (2004)
- Laureatka nagrody:
  - Sportswoman of the Year od Women’s Sports Foundation (2001)
  - Women’s Professional Basketball „Trailblazer” Award (2015)
- Wybrana do:
  - Koszykarskiej Galerii Sław im. Jamesa Naismitha (2015)[14]
  - Żeńskiej Galerii Sław Koszykówki (2015)

### Reprezentacyjne
Drużynowe
- Mistrzyni:
  - olimpijska (1996, 2000, 2004, 2008)
  - świata (1998, 2002)
  - Igrzysk Dobrej Woli (1994)
  - Ameryki (1993)
  - Uniwersjady (1991)
  - Pucharu Williama Jonesa (1992)
  - turnieju:
    - FIBA Diamond Ball (2008)
    - Opals World Challenge (2002)[15]
- Brązowa medalistka mistrzostw świata (1994)
- Uczestniczka mistrzostw świata U–19 (1989 – 7. miejsce)

Indywidualne
- MVP mistrzostw świata (2002)
- Koszykarka Roku USA Basketball (1993, 1998, 2002)
- Zaliczona do I składu mistrzostw świata (2002)
- Liderka igrzysk olimpijskich w blokach (2004)